# Kościół w Björke
Kościół w Björke – średniowieczny kościół zbudowany w XIII wieku, mieszczący się na wyspie Gotlandia, w Szwecji.

## Historia
Najstarszą zachowaną częścią kościoła jest chór i apsyda, wybudowane na początku XIII wieku. W późniejszym okresie, około 1350 roku, dobudowana została nawa. W kościele nie dokonano wielu zmian od czasów średniowiecza. W 1860 roku zbudowano zakrystię, powiększono okna i zmieniono wnętrze. Planowano zbudować także wieżę, jednak nigdy tych planów nie zrealizowano.   
W latach 1954–1963 przeprowadzono kompleksowe prace remontowe na zewnątrz i wewnątrz kościoła. W 1994 roku na wniosek architekta Jana Utasa przeprowadzona została zewnętrzna renowacja.  
Najcenniejszym wyposażeniem kościoła są:  
- krucyfiks z XII wieku;
- wapienna chrzcielnica z drugiej połowy XIII wieku;
- rzeźby z XIII wieku;
- ambona z końca XVI wieku (jedna z najstarszych na Gotlandii);
- ołtarz z 1911 roku;
- statek wotywny z 2004 roku.

## Galeria

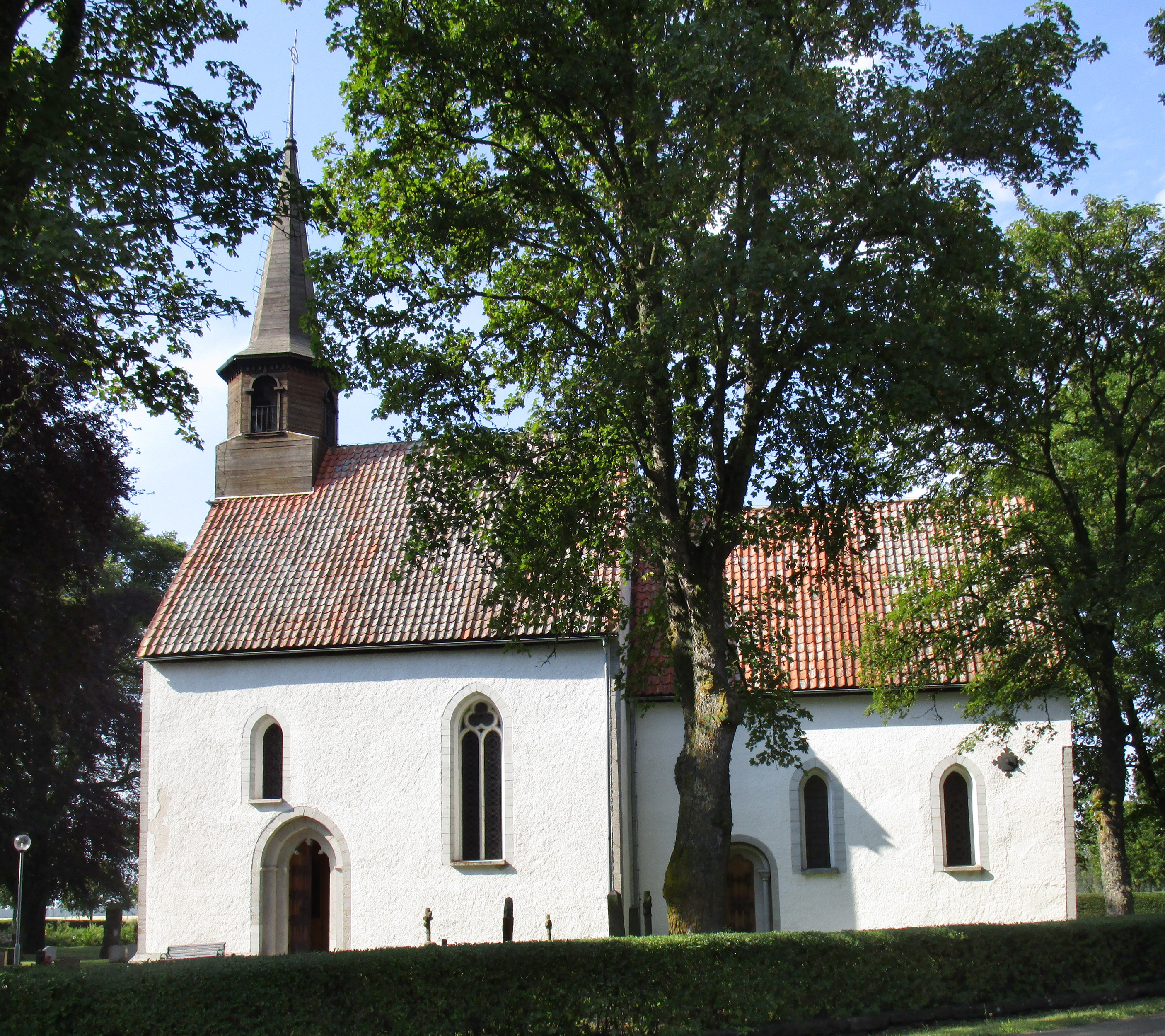
Kościół w Björke
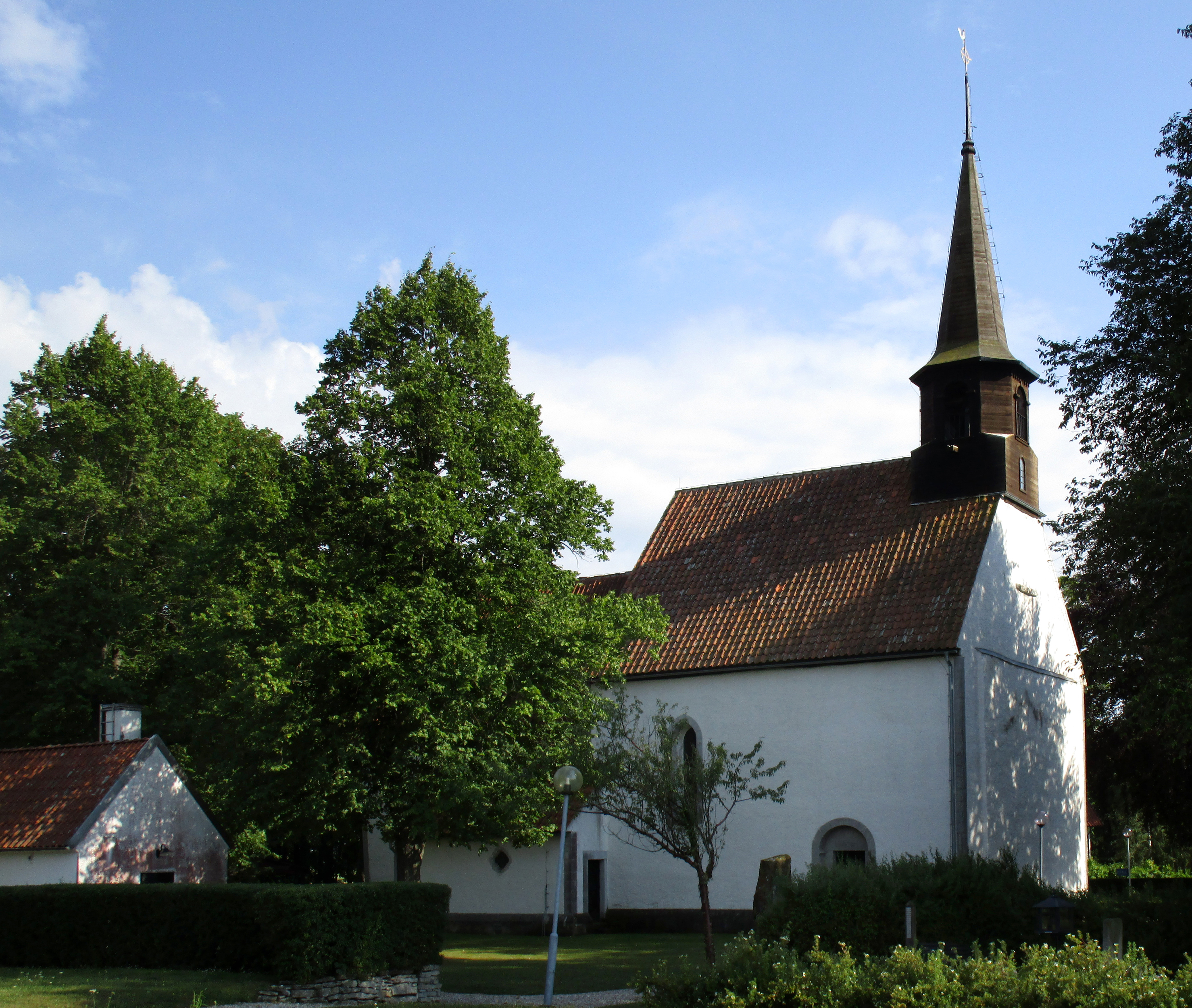
Kościół w Björke
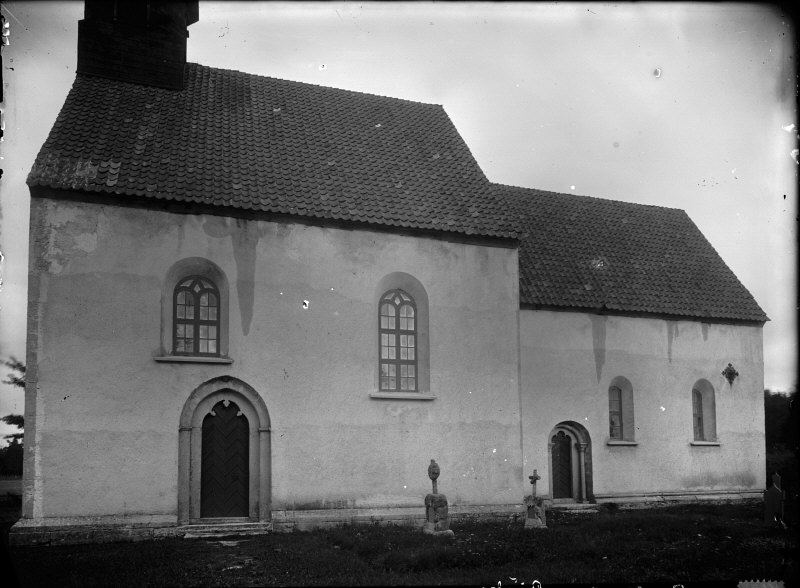
Kościół w Björke (1891)
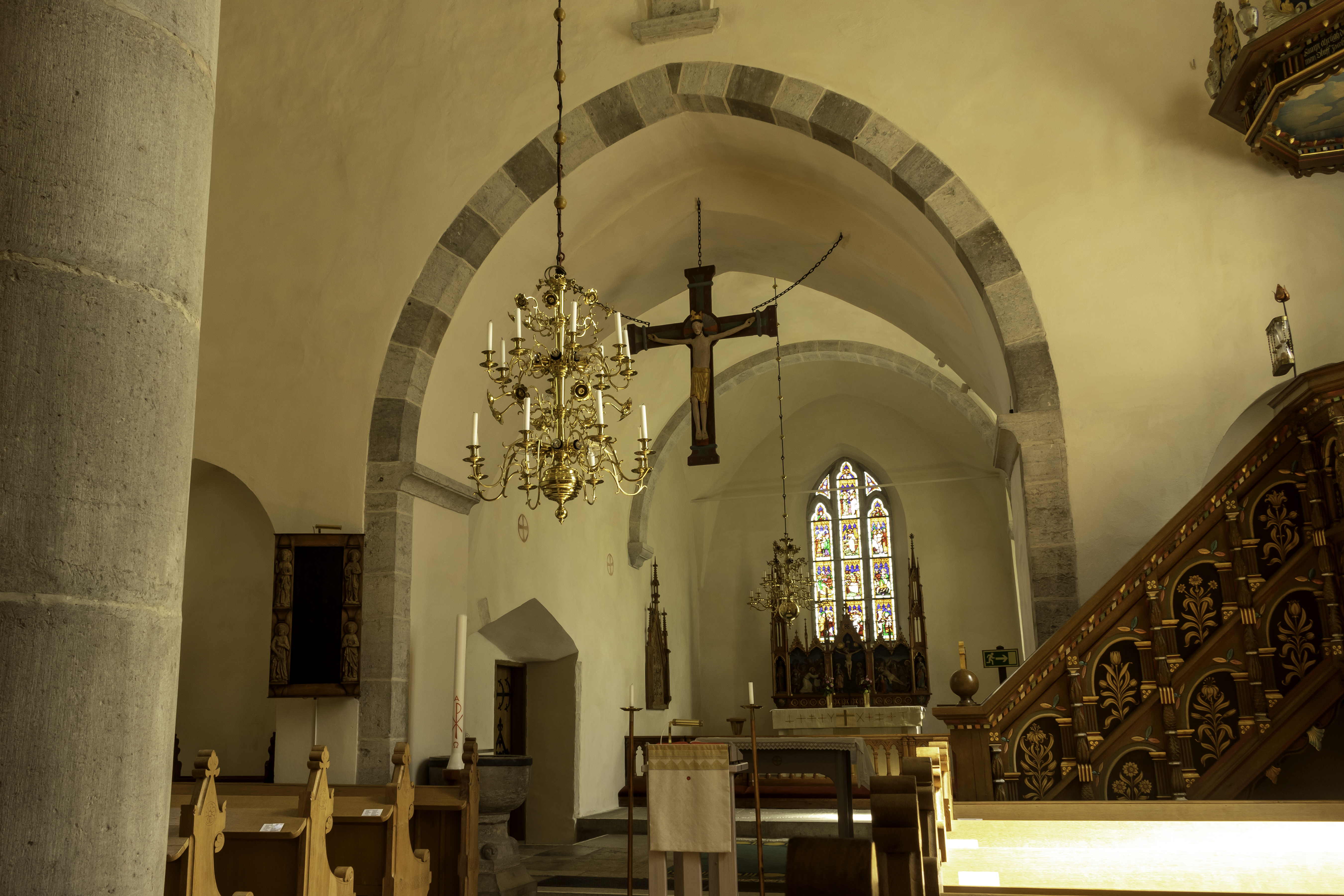
Wnętrze kościoła